# Giovanni Bracesco

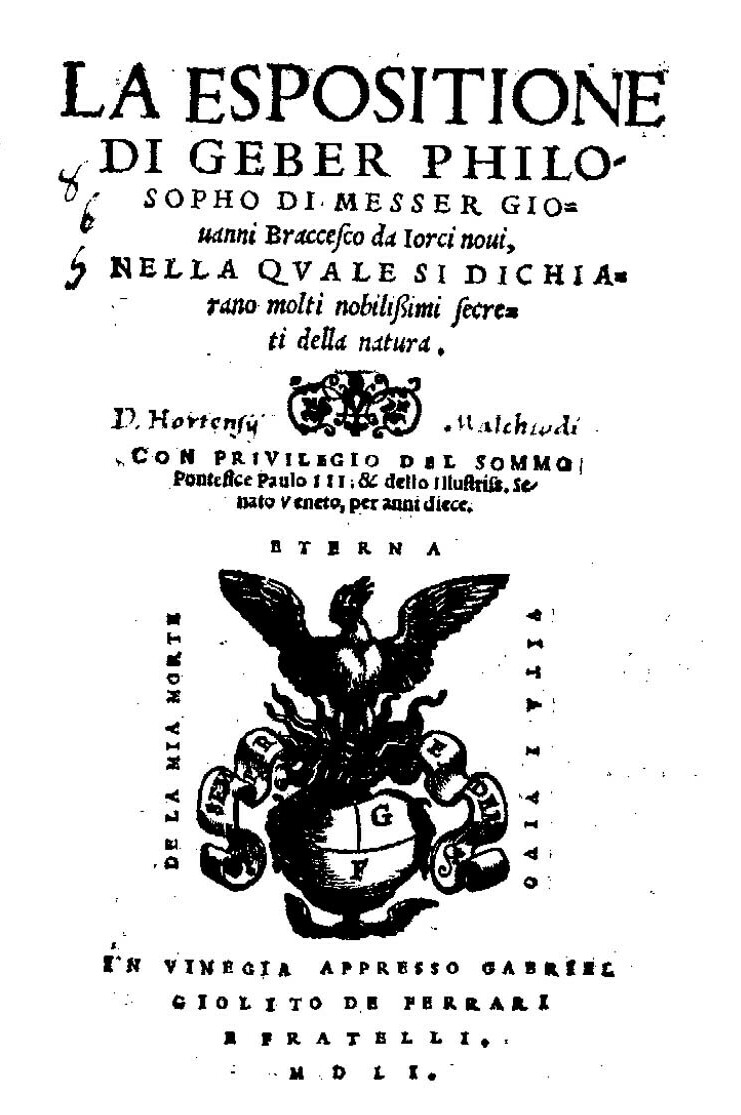
La espositione di Geber philosopho, 1551

Giovanni Bracesco o Braceschi (Orzinuovi, 1481 circa – 1555 circa) è stato un medico e alchimista italiano che sostenne di aver scoperto l'elisir di lunga vita.

## Biografia
Tra le interpretazioni alchemiche della mitologia antica che fiorirono nel Rinascimento, ispirate da Alberto Magno e sviluppate da Pietro Bono, «la più importante, che influenzò l'alchimia e orientò una discussione in cui fino a quel momento ognuno era libero di interpretare i simboli a sua volontà, è stata quella di Giovanni Bracesco (ca. 1482-1555?) nei suoi due libri Il Legno della vita (1542) e L'Esposizione di Geber filosofo (1544), dove Demogorgon, figura mitologica ereditata da Boccaccio, dialogava con Longino e Geber. Questi due testi conobbero una larga diffusione».
La sua esposizione sistematica del significato alchemico dei miti fu confutata da Natale Conti, uno scrittore milanese (morto nel 1582), nel suo importante libro Mythologiae, sive explicationis fabularum libri X, pubblicato nel 1551.

## Opere
- Il legno della vita, Roma, Valerio Dorico & fratelli, 1542.
- La espositione di Geber philosopho, Venezia, Gabriele Giolito de Ferrari & fratelli, 1551  [1544].